# Bernie McGann

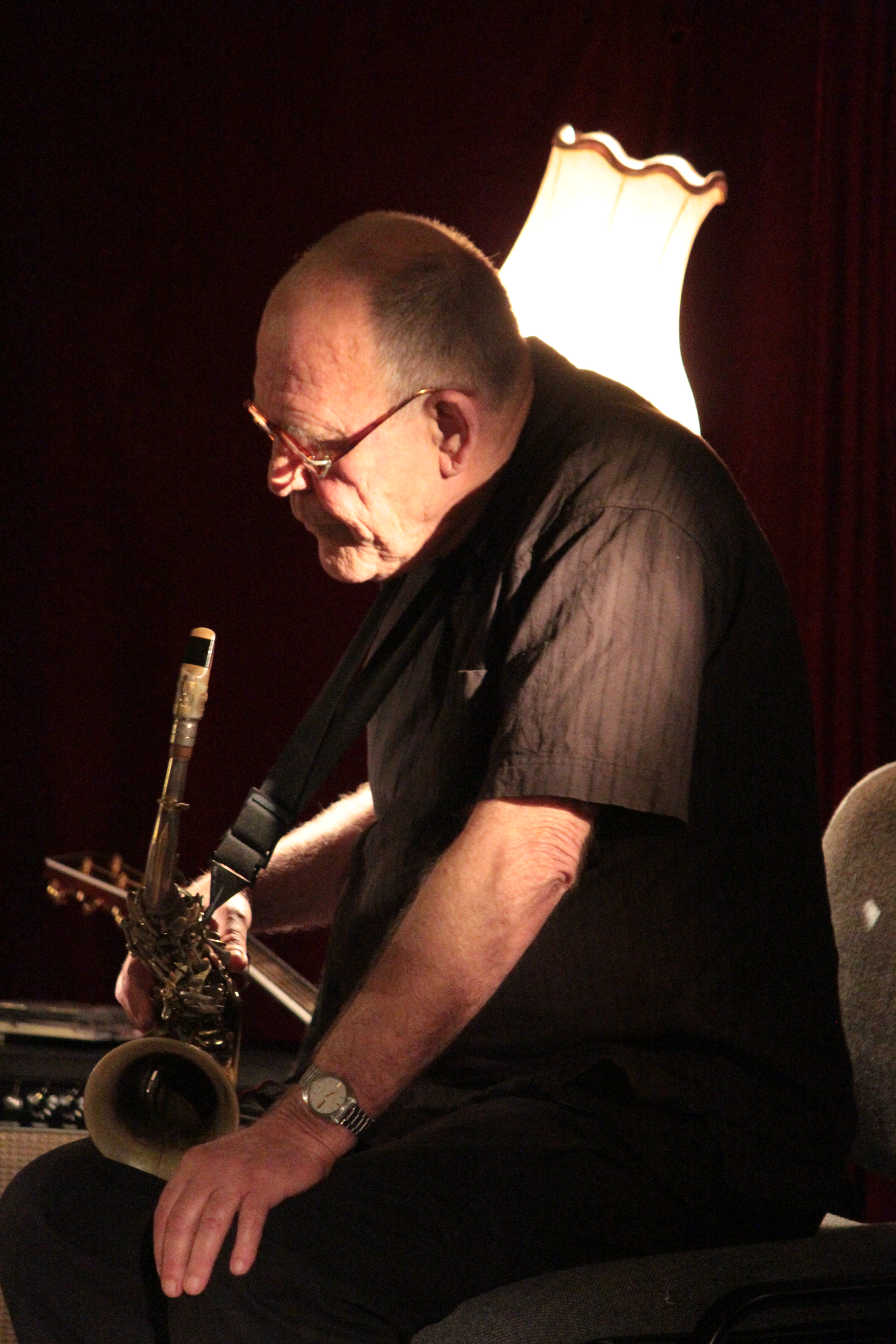
Bernie McGann, 2011

Bernie McGann (* 22. Juni 1937 in Granville, heute Parramatta City, New South Wales; † 17. September 2013) war ein australischer Altsaxophonist und Komponist des Modern Jazz. Er galt als die ursprünglichste Stimme des australischen Jazz.

## Leben und Wirken
McGann begann seine Musikerkarriere Ende der 1950er-Jahre als Schlagzeuger mit den Musikern, die im El Rocco Jazz Cellar in King Cross spielten. In den 1960er- und frühen 1970er-Jahren spielte McGann auch mit Rock- und Pop-Gruppen sowie als Sessionmusiker; 1970 war er Mitglied der Soul-Rock-Band Southern Comfort aus Sydney.
1974 gehörte er zu den Gründungsmitgliedern der Jazzband Last Straw, mit der er mehrere Alben aufnahm. Weiter spielte er in den 1980er-Jahren mit durchreisenden US-amerikanischen Musikern wie Freddie Hubbard, Lester Bowie, Dave Liebman, Sonny Stitt; 1983 studierte er in New York. 1986 begleitete er mit seinem Trio den Saxophonisten Dewey Redman auf seiner Australien-Tournee, 1987 entstanden seine beiden ersten Alben unter eigenem Namen auf dem Label Emanem. 1988 tourte er mit dem Australian Jazz Orchestra durch Australien und die USA. Im selben Jahr trat er mit seinem Trio in Londons Ronnie Scott’s Jazz Club auf, 1989 als Solist auf dem Auckland Jazz & Blues Festival und mit der Band The Last Straw auf dem Montreal Jazz Festival in Kanada.
In den 1990er-Jahren folgte eine Reihe von Alben auf dem Rufus-Label, außerdem arbeitete er weiter mit eigenen Trio- und Quartett-Formationen, wie zuletzt mit dem Schlagzeuger John Pochee und dem Bassisten Lloyd Swanton, im Quartett ergänzt um den Trompeter Warwick Alder. 1996 trat McGann auf dem North Sea Jazz Festival und dem Münchner Klaviersommer Festival auf. 1998 spielte er mit der Formation wanderlust um den Trompeter Miroslav Bukovsky und den Posaunisten James Greening. Im selben Jahr war er der erste  Jazzmusiker, der den Don Banks Music Award erhielt, mit dem Musiker geehrt werden, die eine lange und nachhaltige Wirkung auf die australische Musikszene erzielt haben.
Die Autoren Richard Cook und Brian Morton konstatieren, dass sich McGanns international geringe Bekanntheit aus seiner isolierten Lage in Sydney ergebe; trotzdem sei McGann ein Musiker von Rang und stilistisch vergleichbar mit Eric Dolphy und Ornette Coleman; dies gelte vor allem für seine beiden letzten Alben Live at Side On (2003) und Blues for Pablo Too (2005). Er starb im September 2013 nach Komplikationen einer Herzoperation.

## Diskographische Hinweise
- Kindred Spirits (Emanem, wiederveröffentlicht auf Rufus, 1987)
- Ugly Beauty (Rufus, 1991)
- McGann McGann (Rufus, 1994)
- Playground (Rufus, n. d.)
- Bundeena (Rufus, 2000)
- Live at Side On (Rufus, 2003)
- Blues for Pablo Too (Rufus, 2005)